# Tapa Baru
Tapa Baru is een bestuurslaag in het regentschap Empat Lawang van de provincie Zuid-Sumatra, Indonesië. Tapa Baru telt 966 inwoners (volkstelling 2010).